# Brice Meuleman
Brice Meuleman, né le 1er mars 1862 à Gand (Belgique) et décédé le 15 juillet 1924 à Marseille (France) est un prêtre jésuite belge, missionnaire et professeur de théologie en Inde, archevêque de Calcutta de 1902 jusqu'au 23 juin 1924, trois semaines avant sa mort.

## Biographie

### Formation religieuse
Entré dans la Compagnie de Jésus le 24 septembre 1879 Brice Meuleman fait son noviciat à Arlon. Pour la philosophie il se trouve au scolasticat de Louvain (1883-1886) et part peu après pour la mission des Jésuites belges au Bengale (Inde).   
Il enseigne pendant trois ans la philosophie au collège Saint-Xavier de Calcutta (1887-1891) et entame ses études de théologie préparatoires au sacerdoce en 1891, à Kurseong, où il est ordonné prêtre en novembre 1895. S’ensuit immédiatement le « Troisième An » (1896-1897) à Ranchi, qui conclut la formation du jésuite.

### Carrière ecclésiastique
Son « ascension » est météoritique... Professeur d’Écritures saintes au théologat de Kurseong en 1898, il devient le recteur de la maison le 7 août 1899. Un an à peine, plus tard, le 12 novembre 1900, il entre en fonction comme supérieur régional des Jésuites de la Mission du Bengale. Le 21 mars 1902, il est nommé archevêque de Calcutta sur proposition de Paul Goethals qui souhaite l’avoir comme successeur. Son ordination épiscopale a lieu dans la cathédrale de Calcutta, le 25 mai de la même année. L'évêque de Lahore, Mgr Godefroid Pelckmans [OFMCap], est évêque consécrateur.

### Archevêque de Calcutta
Bien que de tempérament intellectuel, son engagement épiscopal est résolument missionnaire. Renonçant à toute ostentation il adopte un style de vie simple, partant tôt le matin à vélo pour visiter des postes missionnaires distants du Chotanagpur. Il n’abandonne pas pour autant son intérêt pour la philosophie et les questions intellectuelles : il encourage le père Georges Dandoy à lancer sa revue d’Indologie The Light of the East. 
Son attention va particulièrement aux groupes ethniques du Chotanagpur, les Mundas, Ouraons et Kharias, parmi lesquels un mouvement de conversions au christianisme s’est amorcé durant le dernier quart du XIXe siècle, grâce au charismatique missionnaire jésuite Constant Lievens. Avec l’aide de Sylvain Grosjean et Louis Van Hoeck (plus tard premier évêque de Ranchi) il visite fréquemment la région. 
En vingt-trois années d'épiscopat le nombre de fidèles catholiques de la région passe de 64 000 à 200 000, et le nombre de doyennés d’un à cinq, avec dix-sept postes missionnaires, certains dans l’état princier féodal de Jashpur où le missionnaires rencontrent une forte opposition.

### Missions et enseignement
Grâce aux efforts de Sylvain Grosjean, et à l’invitation de Meuleman, les religieuses ursulines de Tildonk arrivent en 1903 et organisent un vaste réseau d’enseignement qui, en 1917, compte 377 écoles, emploie 443 enseignants et enseignantes et instruit 7 602 étudiantes et étudiants. Chaque village doit avoir son école primaire, chaque paroisse une école secondaire, et Ranchi, capitale du Chotanagpur (aujourd’hui Jharkhand), a son école apostolique et le premier grand-séminaire de la région (ouverts en 1913). Égale importance est donnée à l’éducation des jeunes filles.  Les douze premiers prêtres catholiques issus des groupes aborigènes reçoivent l’ordination sacerdotale en 1919.    
Au Bengale, et à Calcutta en particulier, sont créées de nouvelles paroisses. Un mouvement de la jeunesse catholique et l’Association catholique du Bengale' sont fondés en 1903. L’union apostolique du clergé voit le jour en 1918 et le collège Saint-Antoine de Calcutta (St Anthony School) est confié au clergé diocésain en 1923. Avec Meuleman commence également le travail missionnaire auprès des Santals, un autre groupe ethnique dont la présence au Bengale est importante. 

### Crise financière
La Première Guerre mondiale (1914-1918) a des conséquences économiques graves pour la mission du Bengale. Le soutien financier ne venant plus d’Europe, Meuleman crée à Calcutta un Fond belge de la Mission pour collecter de l'argent. L’archevêque y met du sien: il vend sa voiture ainsi qu’une partie du mobilier et de la collection d’œuvres d’art de son prédécesseur. Pour ses repas il fréquente la table de la communauté jésuite du collège Saint-Xavier, voisin immédiat du palais épiscopal.  Le père Théophile van der Schueren est envoyé en Australie et aux États-Unis pour y récolter des fonds. 
En 1921, ses forces déclinant déjà, Meuleman demande et obtient un évêque coadjuteur. Ce sera Ferdinand Perier : il est consacré le 21 décembre 1921.  Sa santé s’aggravant, Meuleman part en Europe en juin 1924. Il se trouve dans le sud de la France, espérant les bienfaits d’un climat doux. Rien n’y fait : il donne sa démission le 23 juin, et Ferdinand Perier lui succède comme archevêque de Calcutta. Trois semaines plus tard, le 15 juillet 1924, il meurt à la clinique Saint-Joseph de Marseille.